# Seann William Scott
Pour les articles homonymes, voir Scott et SWS.
Seann William Scott est un acteur américain né le 3 octobre 1976 à Cottage Grove, dans le Minnesota, aux États-Unis. Il est principalement connu pour des rôles à tendance comique, tels que Steve Stifler dans American Pie, ou Chester dans Eh mec ! Elle est où ma caisse ?. On le rencontre également dans des films d'action, tel que Kar dans Le Gardien du manuscrit sacré aux côtés de Chow Yun-fat, ou Travis, dans Bienvenue dans la jungle, aux côtés de The Rock.

## Biographie

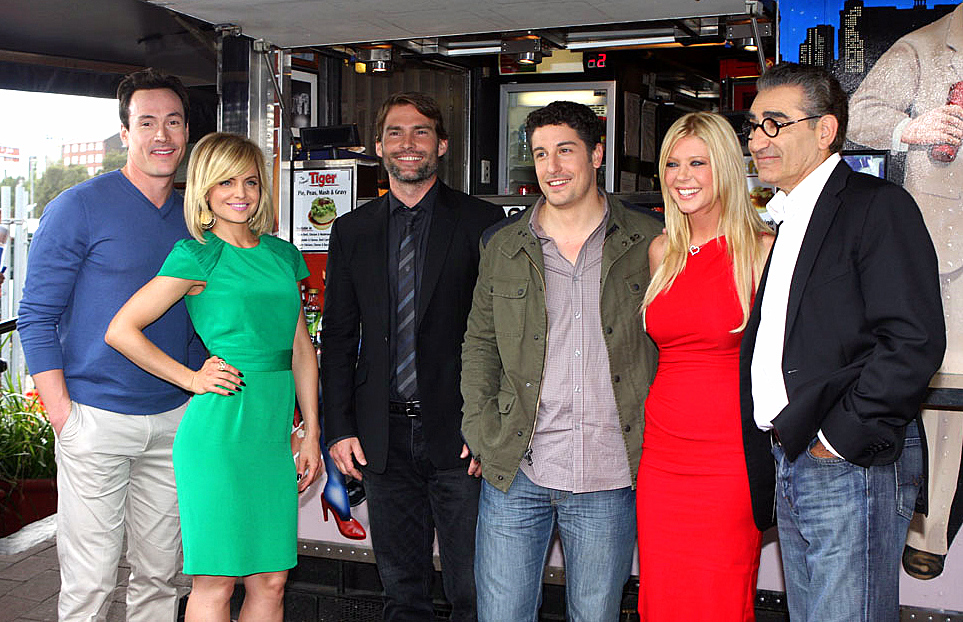
La distribution d’American Pie 4 à Sydney, en Australie, en 2012.

Seann William Scott est né de l'union de Patricia Ann Simons et de William Frank Scott, ayant chacun trois enfants d'un mariage précédent. Il admet avoir été gâté. Selon sa mère, le prénom de Seann voudrait dire « don de Dieu ». William est son deuxième prénom, comme cela est fréquent aux États-Unis. De son enfance, à Cottage Grove, on sait qu'il fréquentait les offices religieux jusqu'à trois fois par semaine. Il rappelle, par contre, qu'il a quelquefois participé à des coups plus ou moins recommandables, tel que d'attacher un plus jeune à un poteau : « Je fournissais le ruban adhésif, qui provenait de l'usine 3M où travaillait mon père. »
Il ne recherche pas de films comiques, mais lorsqu'une audition pour American Pie se présente, sa prestation est aussitôt remarquée par Adam Herz (en) qui décide de lui attribuer le rôle de Stifler. Ce rôle de composition le consacrera, mais il admet que cela lui attire des problèmes, auprès du public, qui voit en lui davantage Stifler que sa réelle personnalité, même si les deux sont diamétralement opposées sur plusieurs points. La candeur et la spontanéité sont des traits communs, mais Seann est de nature courtoise, attentive à son environnement, n'hésitant pas à s'excuser, tout le contraire de Stifler. D'autres films suivent, où il joue un personnage totalement différent, tel que dans Destination finale, mais ces rôles ne semblent pas suffisamment forts pour éliminer l'image de Stifler. En fait, l'ovation du public pour Stifler a surpris même les auteurs d'American Pie, ce qui se laisse voir, entre autres, par l'importance grandissante qui est accordée au personnage au fil de la série, soit dans American Pie 2 et finalement, dans American Pie 3 : Marions-les ! où le personnage de Stifler en est le pilier faisant évoluer l'action. En 2012, il reprend son rôle de Steve Stifler dans American Pie 4.

## Vie privée
Scott parle rarement de sa vie privée, et il s'est décrit comme « un gars discret ». Les médias ont rapporté que Scott était sorti avec l'ancien mannequin de Victoria's Secret, Deanna Miller, de 2005 à 2008.
En mars 2012, Scott confirme qu'il a fait une demande en mariage le jour de la Saint-Valentin et s'est fiancé au mannequin Lindsay Frimodt. En janvier 2013, Us Weekly rapporte que cet engagement est terminé et que les deux se sont séparés, mais resteront amis. Il épouse la décoratrice d'intérieur Olivia Korenberg en septembre 2019. Scott a un chien nommé Dude.

## Filmographie
- 1997 : Born Into Exile de Eric Laneuville : Derek
- 1999 : American Pie de Chris Weitz et Paul Weitz : Steve Stifler
- 2000 : Nox de John Hight et Michael S. Booth : Jack Mower (voix)
- 2000 : Destination finale (Final Destination) de James Wong : Billy Hitchcock
- 2000 : Road Trip de Todd Phillips : E.L.
- 2000 : Eh mec ! Elle est où ma caisse ? (Dude, Where's My Car?) de Danny Leiner : Chester
- 2001 : Évolution (Evolution) de Ivan Reitman : Wayne Grey
- 2001 : Jay et Bob contre-attaquent (Jay and Silent Bob Strike Back) de Kevin Smith : Brent
- 2001 : American Pie 2 de James B. Rogers : Steve Stifler
- 2002 : Flagrant délire (Stark Raving Mad) de Drew Daywalt et David Schneider : Ben McGewan
- 2003 : Retour à la fac (Old School) de Todd Phillips : Peppers
- 2003 : Le Gardien du manuscrit sacré (Bulletproof Monk) de Paul Hunter : Kar
- 2003 : American Pie : Marions-les ! (American Wedding) de Jesse Dylan : Steve Stifler
- 2003 : Bienvenue dans la jungle (The Rundown) de Peter Berg : Travis Walker
- 2005 : Shérif, fais-moi peur (The Dukes of Hazzard) de Jay Chandrasekhar : Bo Duke
- 2006 : L'Âge de glace 2 (Ice Age: The Meltdown) de Carlos Saldanha : Crash (voix)
- 2007 : Trainwreck: My Life as an Idiot de Tod Harrison Williams : Jeff
- 2007 : Southland Tales de Richard Kelly : Roland Taverner / Ronald Taverner
- 2007 : Mr Woodcock de Craig Gillespie : John Farley
- 2008 : Top Job! (The Promotion) de Steve Conrad : Doug
- 2008 : Les Grands Frères (Role Models) de David Wain : Anson Wheeler
- 2009 : L'Âge de glace 3 : Le Temps des dinosaures (Ice Age 3: Dawn of the Dinosaurs) de Carlos Saldanha : Crash (voix)
- 2009 : Gary, le coach à 2 balles ! (Balls Out: Gary the Tennis Coach) de Danny Leiner : Gary Houseman
- 2009 : Planète 51 (Planet 51) de Jorge Blanco : Skiff (Voix)
- 2010 : Top Cops de Kevin Smith : Dave
- 2010 : Jackass 3 de Jeff Tremaine : lui-même
- 2011 : Fight Games (Goon) de Michael Dowse : Doug Glatt
- 2012 : L'Âge de glace 4 : La Dérive des continents (Ice Age: Continental Drift) de Steve Martino et Mike Thurmeier : Crash (voix)
- 2012 : American Pie 4 (American Reunion) de Hayden Schlossberg et Jon Hurwitz : Steve Stifler
- 2013 : My Movie Project (Movie 43) de Elizabeth Banks, Steven Brill, Steve Carr, Griffin Dunne, Peter Farrelly : Brian
- 2015 : Just Before I Go de Courteney Cox : Ted Morgan
- 2017 : Goon: Last of the Enforcers de Jay Baruchel : Doug Glatt
- 2018 : Bloodline de Henry Jacobson : Evan Cole
- 2018-2019 : L'Arme Fatale (saison 3) : Wesley Cole
- 2020 :  Brawl Stars : Edgar2020 : Brawl Stars : Edgar
  - Insére2022 : Bullet proof monk[Quoi ?]
- 2024 : Jackpot de Paul Feig

## Voix francophones
En France, Jérôme Pauwels est la voix française régulière de Seann William Scott, depuis le film American Pie en 1999. Par ailleurs, Christophe Dechavanne est sa voix pour le personnage Crash dans la série de films L'Âge de glace.
Au Québec, Patrice Dubois est la voix québécoise régulière de l'acteur sur la majorité de ses films.